# Hericium alpestre
Hericium alpestre är en svampart som beskrevs av Pers. 1825. Hericium alpestre ingår i släktet koralltaggsvampar och familjen Hericiaceae.   Inga underarter finns listade i Catalogue of Life.

## Bildgalleri

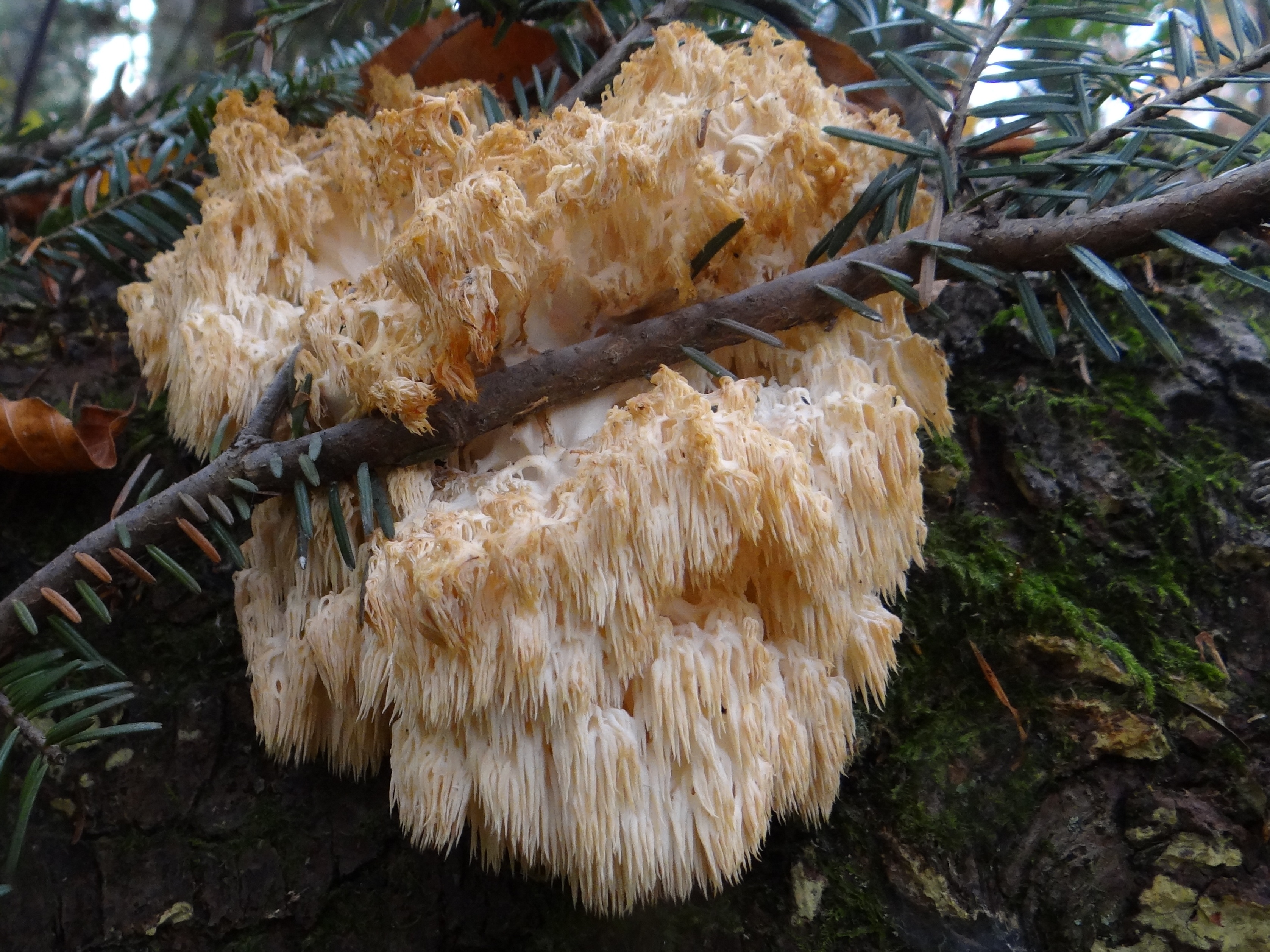
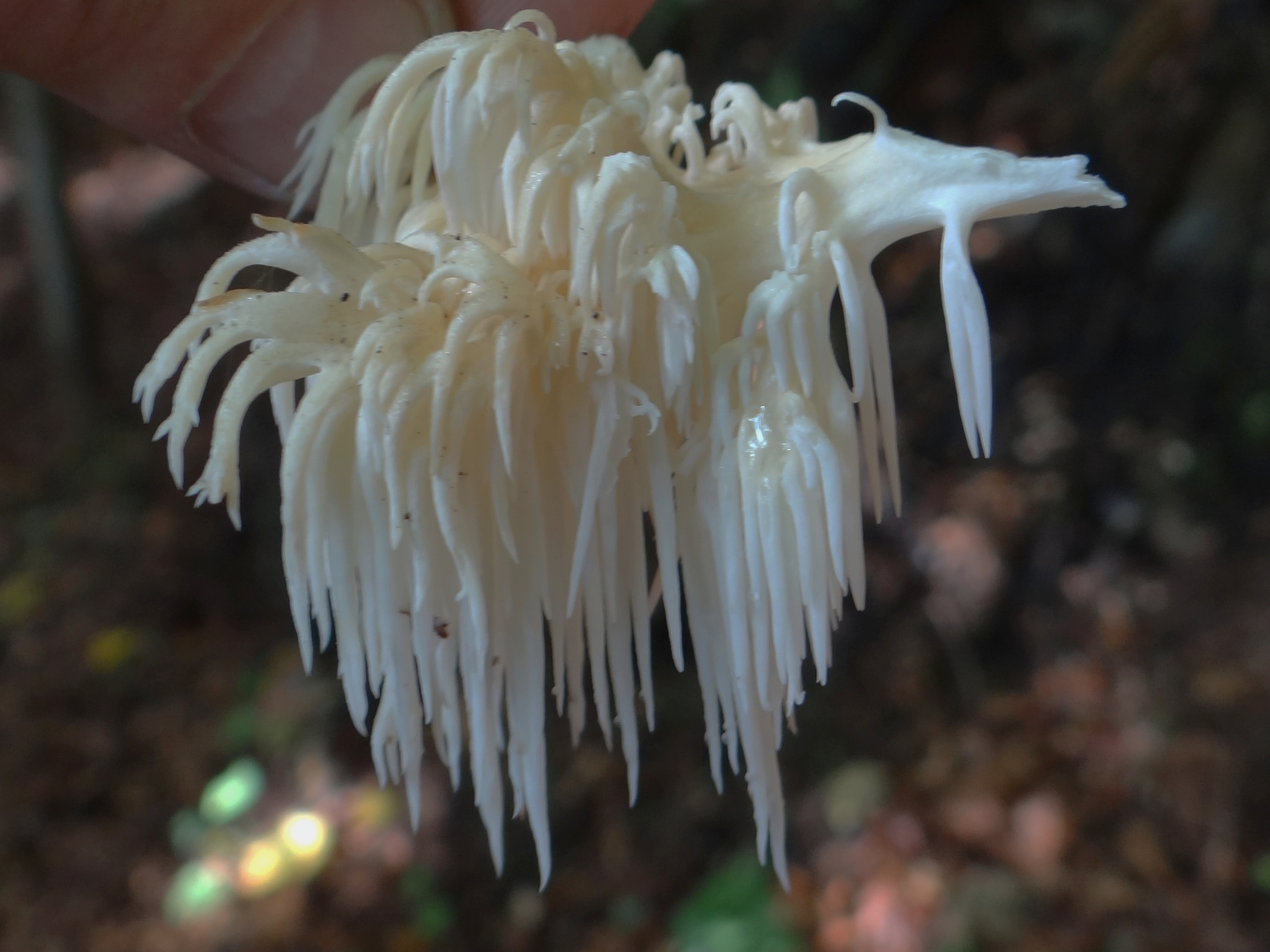